# Ordre de bataille lors de la bataille d'Eylau
Pour un article plus général, voir Bataille d'Eylau.
 (février 2025).
Si vous disposez d'ouvrages ou d'articles de référence ou si vous connaissez des sites web de qualité traitant du thème abordé ici, merci de compléter l'article en donnant les références utiles à sa vérifiabilité et en les liant à la section « Notes et références ».
Ce qui suit est l'ordre de bataille des forces militaires en présence lors de la bataille d'Eylau, qui eut lieu le 8 février 1807 lors de la Campagne de Prusse et de Pologne pendant les guerres de la Quatrième Coalition de 1806 à 1807.

## Forces Françaises
Commandant en chef : Empereur Napoléon.

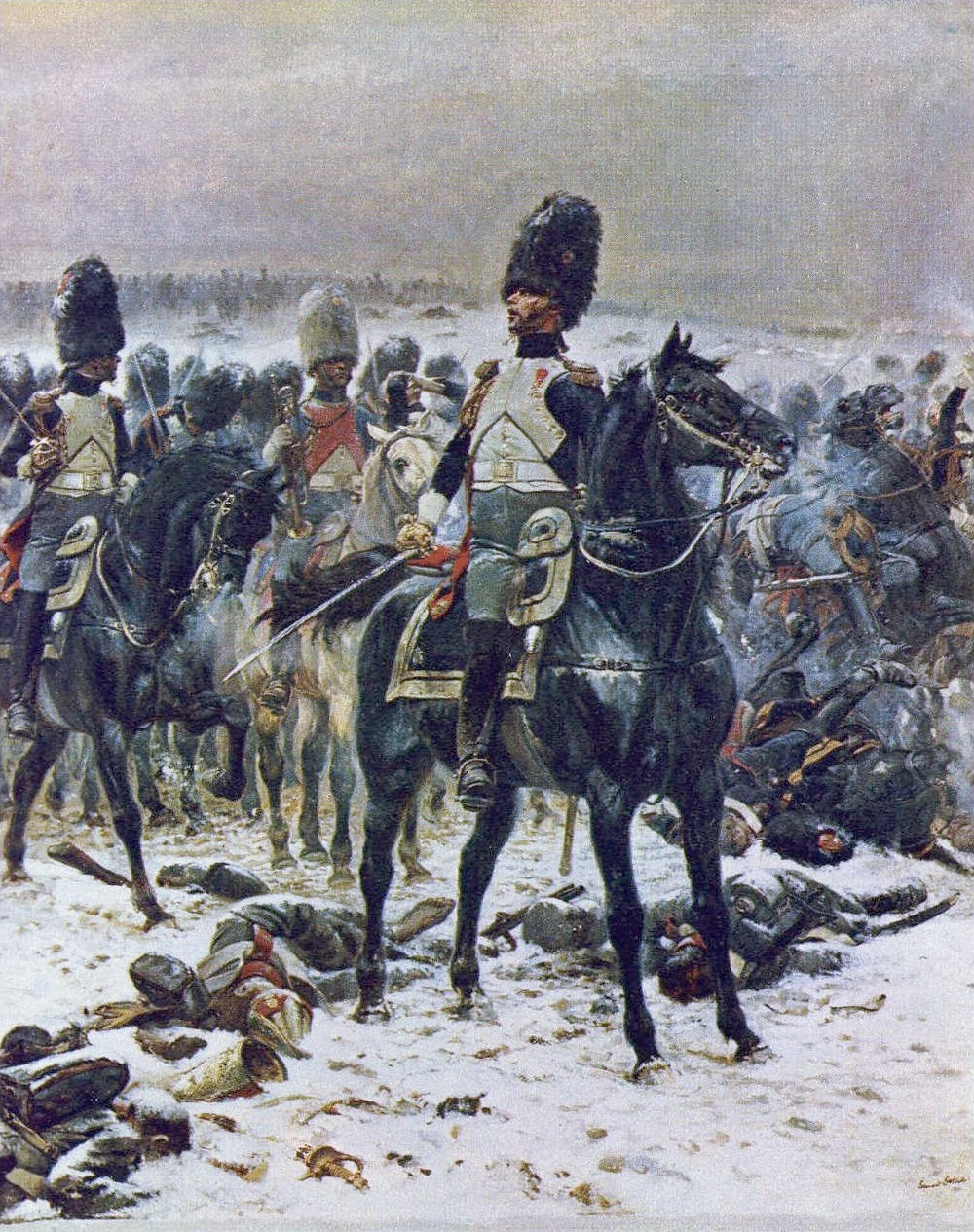
Le Général Lepic à la bataille d'Eylau, Edouard Detaille

L'armée française est forte de 75 000 hommes.

### Garde Impériale
La Garde impériale est commandée par le maréchal Jean-Baptiste Bessières
- Infanterie de la Garde
  - 1re brigade – Général Jérôme Soulès
    - 1er régiment de chasseurs à pied de la Garde impériale
    - 2e régiment de chasseurs à pied de la Garde impériale

  - 2e brigade – Général Jean Marie Pierre Dorsenne
    - 1er Régiment de grenadiers à pied de la Garde impériale
- Cavalerie
  - 1re brigade – Général Frédéric Henri Walther
    - Régiment de grenadiers à cheval de la Garde impériale (Colonel Louis Lepic)

  - 2e brigade – Général Nicolas Dahlmann
    - 1er régiment de chasseurs à cheval de la Garde impériale
    - Mamelouks de la Garde impériale

  - 3e brigade – Général Jean-Baptiste Jacquin
    - Régiment de la gendarmerie d’élite
- Artillerie
  - Régiment d'artillerie à cheval de la Garde impériale

### 3eCorps
Le 3e corps d'armée est sous les ordres du maréchal Louis Nicolas Davout. Il arrive sur le champ de bataille vers 10 h.
- Division du général Charles Antoine Morand
  - 1re brigade - Général Jean Louis Debilly
    - 13e régiment d'infanterie légère : 3 bataillons (colonel Pierre Jules César Guyardet)

  - 2e brigade - Général Étienne Brouard
    - 17e régiment d'infanterie de ligne : 3 bataillons (colonel Pierre Lanusse)
    - 30e régiment d'infanterie de ligne : 3 bataillons (colonel François Valterre)

  - 3e brigade - Général Joseph Alphonse de Bonnet d'Honnières
    - 51e régiment d'infanterie de ligne : 3 bataillons (colonel Louis Paul Baille)
    - 61e régiment d'infanterie de ligne : 3 bataillons (colonel Jean Nicolas)
- Division du général Louis Friant
  - 1re brigade - Général Pierre-Charles Lochet
    - 33e régiment d'infanterie légère : 3 bataillons (colonel Raymond)
    - 48e régiment d'infanterie de ligne : 3 bataillons (colonel Joseph Barbanègre)

  - 2e brigade - Général Grandeau
    - 108e régiment d'infanterie de ligne : 3 bataillons (colonel Higonet)
    - 111e régiment d'infanterie de ligne : 3 bataillons (colonel Louis Gay)
- Division du général Charles Étienne Gudin de La Sablonnière
  - 1re brigade - Général Claude Petit
    - 12e régiment d'infanterie légère : 3 bataillons (colonel Vergès)
    - 21e régiment d'infanterie de ligne : 3 bataillons (colonel Decouz)

  - 2e brigade - Général Gautier
    - 25e régiment d'infanterie de ligne : 3 bataillons (colonel Cassagne)
    - 85e régiment d'infanterie de ligne : 3 bataillons (colonel Vialla)

Cavalerie légère
- Division du général Jacob François Marola, dit Marulaz
  - 1er régiment de chasseurs à cheval (colonel Isidore Exelmans)
  - 2e régiment de chasseurs à cheval (colonel Ignace François Bousson)

### 4eCorps
Le 4e corps d'armée est sous les ordres du maréchal Jean-de-Dieu Soult
- Division du général Louis de Saint Hilaire
  - 1re brigade du général Jacques de Candras
    - 10e régiment d'infanterie légère : 3 bataillons (colonel Pierre Charles Pouzet)

  - 2e brigade du général Louis-Prix Varé
    - 36e régiment d'infanterie de ligne : 3 bataillons (colonel Pierre André Hercule Berlier)
    - 43e régiment d'infanterie de ligne : 3 bataillons (colonel Jean Le Marois)
    - 55e régiment d'infanterie de ligne : 3 bataillons (colonel Jean-Baptiste Silberman)
- Division du général Jean François Leval
  - 1re brigade du général Joseph Schiner
    - 24e régiment d'infanterie légère : 3 bataillons (colonel Bernard Pourailly)

  - 2e brigade du général Claude-François Férey
    - 4e régiment d'infanterie de ligne : 3 bataillons (colonel Louis-Léger Boyeldieu)
    - 28e régiment d'infanterie de ligne : 3 bataillons (colonel Toussaint)

  - 3e brigade du général Raymond Viviès de La Prade
    - 46e régiment d'infanterie de ligne : 3 bataillons (colonel Guillaume Latrille de Lorencez)
    - 57e régiment d'infanterie de ligne : 3 bataillons (colonel Jean-Pierre-Antoine Rey)
- Division du général Claude Juste Alexandre Legrand
  - 1re brigade du général François Roch Ledru des Essarts
    - 26e régiment d'infanterie légère : 3 bataillons (colonel Pouget)
    - Tirailleurs Corses : 1 bataillon (colonel Philippe Antoine d'Ornano)
    - Tirailleurs du Pô : 1 bataillon (colonel Étienne Hulot)

  - 2e brigade du général Victor Levasseur
    - 18e régiment d'infanterie de ligne (colonel Jean-Baptiste Ambroise Ravier)
    - 75e régiment d'infanterie de ligne (colonel François Lhuillier de Hoff)

Cavalerie Légère
- Brigade du général Étienne Guyot
  - 8e régiment de hussards (colonel Jean-Baptiste Deban de Laborde)
  - 16e régiment de chasseurs à cheval (colonel Bonvalet)
  - 22e régiment de chasseurs à cheval (colonel Étienne Tardif de Pommeroux de Bordesoulle)

### 6eCorps
- Le 6e corps d'armée est commandé par le maréchal Michel Ney qui arrive sur le champ de bataille en fin d'après-midi.
- Division du général Jean Gabriel Marchand
  - 1re brigade du général Eugène Villatte
    - 6e régiment d'infanterie légère : 3 bataillons (colonel Jean Grégoire Barthélemy Rouger de Laplane)

  - 2e brigade du général François Roguet
    - 39e régiment d'infanterie de ligne : 3 bataillons (colonel Antoine Louis Popon baron de Maucune)
    - 69e régiment d'infanterie de ligne : 3 bataillons (colonel Jean Antoine Brun)
    - 76e régiment d'infanterie de ligne : 3 bataillons (colonel Lajonquière)
- Division du général Gaspard Amédée Gardanne
  - 1re brigade du général Pierre-Louis Binet de Marcognet
    - 25e régiment d'infanterie légère : 3 bataillons (colonel Morel)
    - 27e régiment d'infanterie de ligne : 3 bataillons (colonel Martial Bardet)

  - 2e brigade du général Mathieu Delabassée
    - 50e régiment d'infanterie de ligne : 3 bataillons (colonel Thomas Mignot de Lamartinière)
    - 59e régiment d'infanterie de ligne : 3 bataillons (colonel Alexandre d'Alton)

Cavalerie
- Brigade de cavalerie du général Auguste de Colbert de Chabanais
  - 3e régiment de hussards (colonel Louis Marie Levesque de Laferrière)
  - 10e régiment de chasseurs à cheval (colonel Jacques-Gervais Subervie)
  - 15e régiment de chasseurs à cheval (colonel Pierre Mourier)
- Division du général Charles Lassalle
  - 1re brigade du général Victor de Fay de La Tour-Maubourg
    - 5e régiment de hussards (colonel Pierre César Dery)
    - 7e régiment de hussards (colonel Pierre David de Colbert-Chabanais)

  - 2e brigade du général François Isidore Wathiez
    - 3 escadrons du 11e régiment de chasseurs à cheval (450 cavaliers)
    - régiment de chevau légers bavarois (colonel Pappenheim)

  - Brigade de dragons du colonel Delorme
    - 20e régiment de dragons (colonel Reynaud)
    - 26e régiment de dragons (colonel Pierre Delorme)

### 7eCorps
Le 7e corps d'armée est commandé par le maréchal Augereau
- Division du général Jacques Desjardins
  - 1re brigade du général Joseph Jean-Baptiste Albert
    - 16e régiment d'infanterie légère : 3 bataillons (colonel Jean Isidore Harispe)
    - 14e régiment d'infanterie de ligne : 3 bataillons (colonel Henriod)

  - 2e brigade du général Louis François Binot
    - 44e régiment d'infanterie de ligne : 3 bataillons (colonel Adrien-Joseph Saudeur)
    - 105e régiment d'infanterie de ligne : 3 bataillons (colonel Pierre Joseph Habert)
- Division du général Étienne Heudelet de Bierre
  - 1re brigade du général François Amey
    - 7e régiment d'infanterie légère : 3 bataillons (colonel Joseph Boyer de Rébeval)

  - 2e brigade du général Jacques-Thomas Sarrut
    - 24e régiment d'infanterie de ligne : 3 bataillons (colonel Jean-Baptiste Pierre de Semellé)
    - 63e régiment d'infanterie de ligne : 3 bataillons (colonel Marc Antoine Come Damien Jean-Chrisostome Lacuée)

Cavalerie légère
- Brigade du général Jean Auguste Durosnel
  - 7e régiment de chasseurs à cheval (colonel Joseph Lagrange)
  - 20e régiment de chasseurs à cheval (colonel Bertrand Pierre Castex)

### Cavalerie de réserve
La cavalerie de réserve est sous les ordres du roi-maréchal Joachim Murat
Cavalerie légère
- Division du général Charles Lassalle
  - Brigade du général Édouard Jean-Baptiste Milhaud
    - 1er régiment de hussards (colonel Jacques Begoügne de Juniac)
    - 3e régiment de hussards
    - 5e régiment de hussards
    - 13e régiment de chasseurs à cheval (colonel Domangeot)

  - Brigade du général Wathier
    - 11e régiment de chasseurs à cheval
    - 1er régiment de chasseurs lanciers bavarois.

Cuirassiers
- Division du général Étienne Marie Antoine Champion Nansouty
  - Brigade du général Armand Lebrun de La Houssaye
    - 9e régiment de cuirassiers
    - 11e régiment de cuirassiers
- Division du général d'Hautpoul, composée des brigades Verdière et Saint-Sulpice avec les unités suivantes
  - 1er régiment de cuirassiers
  - 5e régiment de cuirassiers
  - 10e régiment de cuirassiers

Dragons
- Division de dragons du général Grouchy (chef d'état-major : Angot-Darsonval), composé des brigades des généraux Roget, Milet et Boussart avec les unités suivantes :
  - 3e régiment de dragons
  - 4e régiment de dragons
  - 6e régiment de dragons
  - 10e régiment de dragons
  - 11e régiment de dragons colonel Jean Louis André Bourbier
- Division de dragons du général Beaumont, composée des brigades des généraux Boyé, Marizy et La Tour-Maubourg avec les unités suivantes :
  - 5e régiment de dragons
  - 8e régiment de dragons
  - 12e régiment de dragons
  - 16e régiment de dragons
  - 19e régiment de dragons
  - 21e régiment de dragons
- Division de dragons du général Louis Sahuc, composée des brigades des généraux Margaron, Laplanche et Anon avec les unités suivantes :
  - 17e régiment de dragons
  - 18e régiment de dragons
  - 19e régiment de dragons
  - 27e régiment de dragons

### Régiments français qui se sont distingués à Eylau
- Infanterie de ligne
  - le 14e régiment d'infanterie de ligne
  - le 28e régiment d’infanterie de ligne
  - le 44e régiment d’infanterie de ligne
  - le 51e régiment d’infanterie de ligne
  - le 55e régiment d’infanterie de ligne
  - le 91e régiment d'infanterie de ligne
  - le 105e régiment d’infanterie de ligne
- Cuirassiers
  - le 1er régiment de cuirassiers
- Dragons
  - le 4e régiment de dragons
  - le 5e régiment de dragons
  - le 9e régiment de dragons
  - le 10e régiment de dragons
  - le 14e régiment de dragons
  - le 21e régiment de dragons
  - le 22e régiment de dragons
  - le 25e régiment de dragons
  - le 26e régiment de dragons
- Chasseurs à cheval
  - le 2e régiment de chasseurs à cheval
  - le 7e régiment de chasseurs à cheval
  - le 16e régiment de chasseurs à cheval
- Hussards
  - le 1er régiment de hussards
  - le 3e régiment de hussards

## Forces prusso-russes

### Forces prussiennes
L'armée prussienne est forte de 5 500 hommes réunis sous le commandement du général Lestocq. L'état-major prussien est composé des généraux divisionnaires : Von Dierecke, Rembow et Auer. L'armée prussienne comprend des éléments russes.

#### Avant-garde
- 6e régiment de dragons - Johann Kasimir von Auer (de)
- Régiment de cavalerie (de) - Towarczys

#### Division du généralFriedrich Otto von Diericke(de)
- 2e régiment d'infanterie - Ernst von Rüchel
- 7e régiment de dragons (de) - Joseph Theodor Sigismund von Baczko (de)
- 4e régiment de cuirassiers - Ernst Philipp von Wagenfeld (de)

#### Division du généralMichael Szabszinski von Rembow(de)
- 11e régiment d'infanterie - Ernst von Schöning (de)
- Bataillon de grenadiers -Schlieffen

#### Division du généralKasimir von Auer(de)
- Régiment de cavalerie Towarczys
- Régiment d'infanterie Wyburg (russes)
- Régiment de fusiliers

#### Arrière garde du généralMoritz von Prittwitz(de)
- 21e régiment de fusiliers "Stutterheim"
- 5e régiment de hussards Prittwitz (de)
- 6e Batterie à cheval "Sowinski".

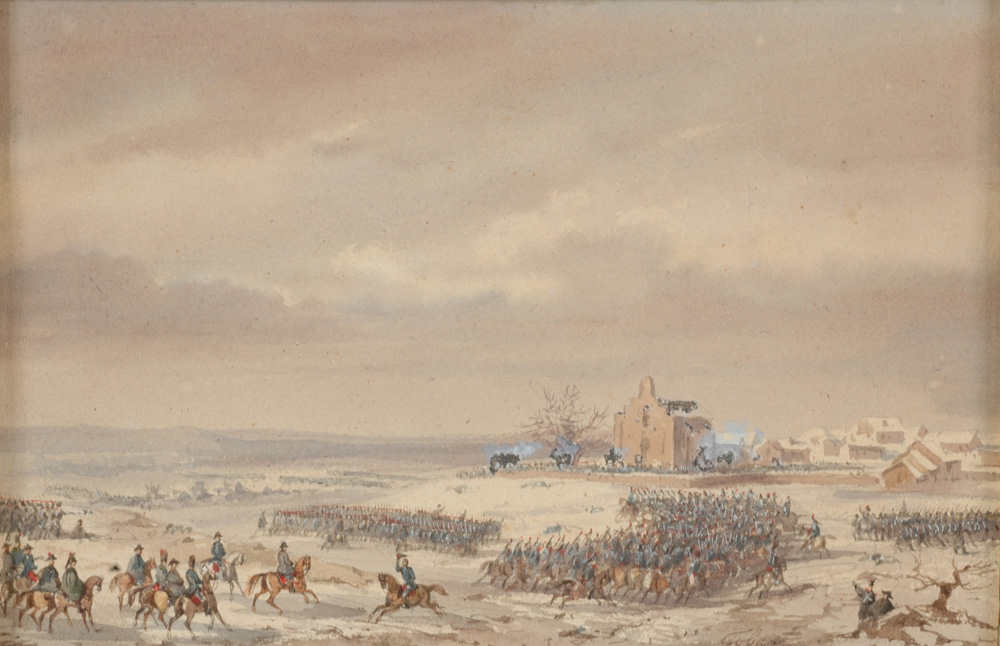
Le champ de bataille.

### Russes

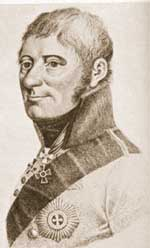
Bennigsen.

L'armée russes est forte de 63 500 hommes sous les ordres du général Bennigsen. Le chef d'état-major est le comte Steinheil. Le commandant l'artillerie est Rezvoi. Le prince Pierre de Bagration est aide de camp.

#### Seconde Division
du général Alexandre Ostermann-Tolstoï
- Brigade du général Masowski
  - régiment de Grenadiers de Pavlovski
  - régiment de mousquetaires de Rostov
- Brigade du général Sukin
  - régiment de Grenadiers de Petsburg
  - régiment de mousquetaires d'Eletz
- Brigade du général Diven
  - 1er régiment d'infanterie légère
  - 20e régiment d'infanterie légère
- Brigade de cavalerie du général Kozhin
  - régiment de cuirassiers de la Garde
  - régiment de dragons de Kargopol
  - régiment de hussards de Isum
  - régiment de cosaques No 9 Ilowaiski 
  - régiment de cosaques No 3 Efremov
- Brigade d'artillerie du colonel Stavitsky
  - régiment d'artillerie d'Osipov
  - régiment d'artillerie de Talyzin
  - régiment d'artillerie légère d'Efremov
  - régiment d'artillerie légère d' Voyeikov
  - régiment d'artillerie à cheval de Stavitsky
  - 1er régiment du génie du Major Dreyer

#### Troisième Division
du général Fabian Gottlieb von Osten-Sacken
- Brigade MG Ouchakov
  - régiment de Grenadiers de Tauride
  - régiment de mousquetaires Lituanien
- Brigade du général Titov
  - régiment de mousquetaires de Kaporsk
  - régiment de mousquetaires de Mourom
- Brigade du général Dolgoroukov
  - régiment de mousquetaires de Tchernigov
  - régiment de mousquetaires de Dniepr
  - 21e régiment d'infanterie légère (Jaëgers)
- Brigade de cavalerie de von der Pahlen
  - régiment de cuirassiers
  - régiment de dragons de Courlande
  - cosaques d'Ilovaïski
  - cosaques de Papouzine
- Brigade d'artillerie du colonel von Bril
  - batterie d'artillerie de von Bril
  - batterie d'artillerie de Kotlyarov
  - batterie d'artillerie légère du Mitrofanov
  - batterie d'artillerie légère du Strajev
  - batterie d'artillerie à cheval du Col Pirogov
  - Pontonniers du capitaine Khoven
- 1er régiment du génie du Major Afanasiev

#### Quatrième Division
Général André Somov
- Brigade du général Somov
  - Régiment de mousquetaires de Toula
  - Régiment de mousquetaires de Tengisk
- Brigade du général Arseniev
  - Régiment de mousquetaires de Tobolsk
  - Régiment de mousquetaires de Polotzk
- Brigade du général Barclay de Tolly
  - Régiment de mousquetaires de Kostroma
  - 3e Régiment d'infanterie légère
- Cavalerie du général Korff
  - Régiment de cuirassiers de l'Ordre de St-Georges
  - Régiment de dragons de Pskov
  - Régiment de cavalerie polonaise
  - Régiment no 9 de cosaques de Grekov
  - Régiment no 18 de cosaques de Grekov
- Brigade d'artillerie du Prince Iachvil
  - Régiment d'artillerie de Savitsky
  - Régiment d'artillerie de Koudriavtsev
  - Régiment d'artillerie légère de Iouchkov
  - Régiment d'artillerie légère de Brimmer
  - Régiment d'artillerie légère de Mikouline
  - Régiment d'artillerie à cheval du Prince Iachvil
  - Pontonniers d'Artsibachev
- génie du capitaine Gebner

#### Troupes issues de la6eDivision
Brigade du général K. Baggovout
- régiment de mousquetaires de Starooskol
- 4e régiment léger

Brigade de cavalerie
- régiment de hussards d'Alexandria
- 5e régiment de Cosaques Popov

Brigade d'Artillerie
- régiment d'artillerie de Vasiliev
- régiment d'artillerie à cheval de Merlin
- régiment d'artillerie légère

#### Septième Division
du général Dmitri Dokhtourov
- Brigade du général Zapolski
  - régiment de grenadiers d'Ekaterinoslav
  - régiment de mousquetaires de Moscow
- Brigade du général Straton-Potapov
  - régiment de mousquetaires de Vladimir
  - régiment de mousquetaires de Voronej
- Brigade du général Markov
  - régiment de mousquetaires de Pskov
  - régiment de mousquetaires d'Azov (3 bataillons)
  - 5e régiment d'infanterie légère
- Brigade de cavalerie du général Chaplits
  - régiment de dragons de Moscow
  - régiment de dragons d'Ingermannland
  - régiment de hussards de Pavlograd
  - régiment de cosaques de Malachov
  - 1er régiment de cosaques d'Andronov
- Brigade d'artillerie du colonel Ermolov
  - 2 batteries : Ansio & Shulman 24 canons
  - 3 batteries légères : Kondratiev, Krivtsov & Panfilov 36 canons
  - batterie à cheval Ermolov 12 canons
  - 2e pontonniers du major Berg

#### Huitième Division
du général Piotr Essen
- Brigade d'infanterie du général Olsoufiev
  - régiment de grenadiers de Moscou
  - régiment de mousquetaires de Viburg détaché auprès des prussiens
- Brigade d'infanterie du général Engelhardt
  - régiment de mousquetaires de Schlusselbourg
  - régiment de mousquetaires de Staroingermannland
- Brigade d'infanterie du général Levitsky
  - régiment de mousquetaires de Podolsk
  - régiment de mousquetaires d'Archangel
  - 7e régiment d'infanterie légère
- Brigade de cavalerie du général P. Glebov-Streshnev
  - régiment de dragons de Petersburg
  - régiment de dragons de Livland
  - régiment de hussards d'Olviopol
  - régiment de cosaques de Kieselev
  - régiment de cosaques de Sysojev
- Brigade d'artillerie du colonel Nowak
  - 4 unités d'artillerie : Nepeytsyn, Kolotinski, Tatpykov, Bastian 48 canons
  - unité d'artillerie à cheval de Nowak
  - régiment du train de Zapreev.

#### Quatorzième Division
Du général Nikolaï Kamenski
- Brigade du général Alekseev
  - régiment de mousquetaire de Belozersk
  - régiment de mousquetaire de Ryazan
- Brigade du général Gersdorf
  - régiment de mousquetaire de Uglits
  - régiment de mousquetaire de Sofia
- Brigade d'artillerie du colonel Papkov
  - unité du colonel Papkov 12 canons
  - 2 unités d'artillerie légère Vitovtov & Green 24 canons
  - Pontonniers de Rutkovski